# Isabelle Sambou
Isabelle Sambou (Regió de Ziguinchor, 20 d'octubre de 1980) és una esportista senegalesa que competeix en lluita estil lliure, guanyadora de dues medalles als Jocs Panafricans entre els anys 2007 i 2015. Ha guanyat catorze medalles al Campionat Africà de Lluita entre els anys 2001 i 2016.
Va participar en dos Jocs Olímpics d'Estiu, aconseguint un 5è lloc a Londres 2012 en la categoria 48 kg i un 8è lloc a Rio de Janeiro 2016 en la categoria 53 kg.

## Palmarès internacional
| Jocs Panafricans | Jocs Panafricans              | Jocs Panafricans | Jocs Panafricans |
| Any              | Lloc                          | Medalla          | Categoria        |
| ---------------- | ----------------------------- | ---------------- | ---------------- |
| 2007             | Alger ( Algèria)              | 3                | Lliure 51 kg     |
| 2015             | Brazzaville ( Rep. del Congo) | 2                | Lliure 53 kg     |
| Campionat Africà |                               |                  |                  |
| Any              | Lloc                          | Medalla          | Categoria        |
| 2001             | El-Yadida ( Marroc)           | 2                | Lliure 56 kg     |
| 2002             | el Caire ( Egipte)            | 3                | Lliure 55 kg     |
| 2004             | el Caire ( Egipte)            | 1                | Lliure 51 kg     |
| 2005             | Casablanca ( Marroc)          | 1                | Lliure 51 kg     |
| 2006             | Pretòria ( Sud-àfrica)        | 2                | Lliure 51 kg     |
| 2007             | el Caire ( Egipte)            | 1                | Lliure 51 kg     |
| 2009             | Casablanca ( Marroc)          | 1                | Lliure 51 kg     |
| 2010             | el Caire ( Egipte)            | 1                | Lliure 51 kg     |
| 2011             | Dakar ( Senegal)              | 1                | Lliure 51 kg     |
| 2012             | Marrakech ( Marroc)           | 2                | Lliure 48 kg     |
| 2013             | Yamena ( Txad)                | 1                | Lliure 51 kg     |
| 2014             | Tunísia ( Tunísia)            | 1                | Lliure 53 kg     |
| 2015             | Alexandria ( Egipte)          | 2                | Lliure 53 kg     |
| 2016             | Alexandria ( Egipte)          | 1                | Lliure 53 kg     |